# うぬぼれ刑事
『うぬぼれ刑事』（うぬぼれでか）は、2010年7月9日から9月17日まで毎週金曜日22:00 - 22:54に、TBS系「金曜ドラマ」枠で放送された刑事ドラマ。脚本は宮藤官九郎。主演は長瀬智也。

## 概要
恋愛体質でうぬぼれが強い刑事・“うぬぼれ”が、自らが一目惚れしてしまった女性が犯した罪の真相を突き止めていく一話完結の刑事ドラマ。第29回向田邦子賞受賞作。
本作は宮藤官九郎が7年間の構想の果てに実現した初の「刑事物」である。主演の長瀬とは『池袋ウエストゲートパーク』（2000年）と『タイガー&ドラゴン』（2005年）に引き続き、5年振りにタッグを組んだ。
ストーリー展開としては、下記の流れが毎回のパターンである。
1. 長瀬演じる“うぬぼれ”が、真犯人の女性に一目惚れする。
2. 犯行を突き止めた際、「罪を見逃す代わりに自分と結婚する」か「求婚を受け入れなければ逮捕」かを迫る。
3. 女性が2.の後者を選択して逮捕され、“うぬぼれ”は失恋する。

「刑事が惚れた女性が犯人である」という同様のコンセプトの作品にテレビ朝日系『キミ犯人じゃないよね?』があり（ただし、事件を解決するのは相棒のフリーター）、宮藤は「似たようなことを考える人がいてビックリした。そこから同ドラマの刑事役だった要潤にも出てもらおうと思った」という旨の発言をしている。
キャッチコピーは「あなたを僕と結婚するの刑に処す。」。

## 登場人物

### 主人公
“うぬぼれ” / 小暮 己〈30〉
演 - 長瀬智也（当時TOKIO）
警視庁世田谷通り警察署の刑事。30歳独身。福島県出身で父親は元警察官。興奮すると訛りが出てしまう。惚れ性の恋愛体質に加えて思い込みと浮き沈みが激しい性格。優秀な刑事だが、たまたま立ち寄ったコンビニで出会った女性が万引き犯だったりと、意中の女性が何らかの犯罪を犯しているのが本人にとって悩みの種。女性に惚れる際は、必ず女性の一部のパーツに惹かれる傾向がある。惚れた瞬間にはファンファーレが鳴り、持っていた物を落としてしまう（バーベルのプレートや西瓜なども落としている）。
警視庁強行犯捜査係のエリート刑事だったが、1年前に交際していた里恵に振られたことで重度のスランプに陥り所轄に左遷された。里恵との交際中に洗脳され、自分こそは「世の中の女性が放っておかないモテ男」といううぬぼれを抱くようになった。
里恵との甘い生活を夢見て買った所沢のマンションで泣きながら暮らしていたが、偶然立ち寄ったバーで心酔する栗橋と出会い、栗橋率いる「うぬぼれ4」の面々と知り合う。彼らの助言を得ながら恋愛に邁進するうち仲間の一人と認められる。「うぬぼれ5」の仲間からは「ロマンス刑事」もしくは「刑事さん」と呼ばれている。
最終話にて本名が「小暮己」（こぐれ おのれ）で、誕生日が1980年11月5日であることが判明、出演クレジットも最終話のみ本名だった。「うぬぼれ」は刑事仲間に付けられた渾名だが、両親からも渾名で呼ばれている。

### うぬぼれ5
「うぬぼれ5」はバー「I am I」で恋愛話に興じる、うぬぼれ屋の男性5人組。当初は「うぬぼれ4」だったが、“うぬぼれ”が加わって「うぬぼれ5」となる。
なお、劇中では、事件の関係者やうぬぼれの身内を除くと、うぬぼれ5以外の客が訪れた場面が描かれていない。葉造には「うぬぼれ酒場」と称される。
栗橋 誠
演 - 坂東三津五郎
国際女子短期大学心理学部教授。女性心理を計算し尽くし、恋愛心理学について本を出版したりテレビに出演したりと活躍しており、一部の男性のカリスマ。“うぬぼれ”も知り合う前から栗橋を崇拝し、影響を受けていた。女子学生からモテモテと自慢している。
うぬぼれ5の中心的存在で「キャップ」と慕われる。基本的に恋愛については異常なほどポジティブ志向。玲子ママにアプローチを掛けているが、相手にされないどころか邪険に扱われている。
本城 サダメ〈26〉
演 - 生田斗真
俳優。名前は漢字で書くと「本城運命」。口癖は「あ、はい！」26歳でメンバー最年少。駆け出しであまり売れておらず、死体役を演じることが多い。第2話より、葉造が執筆した劇中劇「うぬぼれ刑事」のドラマ版で主役のうぬぼれを演じる。
現在はホームレスでネットカフェ暮らし。引っ越すときには意地でも同棲と決めている。
イケメンだが、ファッションセンスは意味もなく派手でダサい上、頭が悪くトークのセンスがゼロなので寄ってきた女性もすぐに去ってしまう。うぬぼれ5の面々には「顔がうるさい」とさえ評されることがしばしばある。ベストが必需品。共演した女優から誘われると自慢する。
松岡 征士郎
演 - 要潤
パティシエでケーキ屋「Sweet松岡Boy」のオーナー。トゥッティーフルッティーに自信があり、しばしばI am Iに持ち込んでうぬぼれ5に振舞う。外国人女性としか付き合ったことがなく、“愛してる”を7か国語操れることを自慢にしている。火曜、金曜にスイーツ教室を開いている。スカーフが必需品。
下の名前「征士郎」は第5話で初めて判明、出演クレジットは第6話からフルネームとなった。
穴井 貴一〈38〉
演 - 矢作兼（おぎやはぎ）
38歳独身。グラビア専門のカメラマン。「脱がせアナーキー」の通り名を持ち、たとえ女性のガードが堅くとも10分以内で乳首を除いて裸にさせられると豪語する。自慢のため作品を持ち歩く。
「中井貴一の中を穴に変えて、せーの、穴井貴一です」が自己紹介の口上。帽子とメガネが必需品で、女性と付き合うとファッションを相手に合わせる傾向がある。メガネをはずすとサダメの祖母に似ている。

### バー「I am I」
ゴロー
演 - 少路勇介
バー「I am I」のバーテンダー。バーの中では唯一の良識人で、いつもバーでうぬぼれていた男たちを「うぬぼれ4」と名付けた人物（後に「うぬぼれ5」）。“うぬぼれ”の担当する事件の解決に繋がるヒントもたびたび提供しており、彼を「頭が良い」と唸らせるが、それ以前にうぬぼれ5の恋路を邪魔する存在と認識されているため、冷たく無視されることが多い。彼女持ち。第9話で姓「松島」が判明するが、出演クレジットには変化なし。
最終話のうぬぼれ5のダンスシーンでは、サックスパートでサックス演奏を披露した。
玲子ママ
演 - 森下愛子
バー「 I am I 」 のママ。基本的に飲み歩いているので「 I am I 」にはあまり出勤せず、週に1回気まぐれで顔を出す。カラオケも高頻度で行っていることから、店にいる時にはたいてい喉が潰れて声が出ないため、会話は筆談がほとんど（第7話で初めて声を聞いた“うぬぼれ”に驚かれている）。凶暴かつ毒舌家で、紙に書く言葉は際どいものであることが多い。

### その他
日暮 里恵〈28〉
演 - 中島美嘉（幼少期：峰岸花奈）
主婦。“うぬぼれ”の元婚約者で冴木の妻。“うぬぼれ”をダメ男にした張本人。
3年前に“うぬぼれ”が自分の家で「ひばり銀行世田谷支店強奪事件」を張り込んでいたことが縁で交際に発展したが、2年の交際後にうぬぼれの元を去り、その後、出会い系サイトで冴木と知り合い結婚した。“うぬぼれ”と付き合っていた当時は恋愛体質で異常に嫉妬深く、5分置きに「愛している」と言わせていた。現在はすっかり宗旨替えして、冴木のために愛妻弁当を作る健気な良妻として振舞っている。正確には事実婚であり、籍は入れていなかった（出演クレジットの姓が日暮だったのはそのため）。
最終回で“うぬぼれ”の捜査により「ひばり銀行世田谷支店強奪事件」の首謀者・神である事が発覚し逮捕されるが、“うぬぼれ”からのプロポーズも受け入れた。
当初“うぬぼれ”を誘ったのは事件の捜査妨害のためだったが、付き合ううちに本当に惚れ込んでしまい、自分が犯罪者であると知ってもなお自分を愛するにちがいないという事実に胸を痛めて逃げるようにして別れた、というのが真相だった。一方で、冴木と結婚したのは「絶対に好きにはなり得ない」という安心を持っていたためだった。
冴木 優〈33〉
演 - 荒川良々
10月に警視庁強行犯捜査係への異動を控える警視庁捜査一課刑事。新婚。かつて“うぬぼれ”の婚約者だった里恵の、現在の夫。
極度のせっかちで独善的。人物の好みも激しい。勤務中にもかかわらず、新妻との通話に夢中になることもある。字がおそろしいほどきたない。酒に弱いのでノンアルコールビールを飲んでも酔っぱらう。
現場の経験が少なかったために自ら志願して一時的に世田谷通り警察署に配属され、うぬぼれの相棒となる。見た目に反して非凡な頭脳を持った有能な刑事で、捜査ではその辣腕を振るう。“うぬぼれ”をライバル視していたが、やがてその捜査手腕を認めていく。愛妻が彼の元カノであったことは、葉造が酔った勢いでバラしてしまい、その時は再び険悪な仲になったが、その後、里恵の犯罪に関する捜査を経て“うぬぼれ”とは固い絆で結ばれる。
正確には事実婚であり、籍は入れていなかったが、最終回では自らバツイチと称している。
町田警部
演 - 小松和重
世田谷通り警察署の刑事。“うぬぼれ”の上司でありながら、うぬぼれの犯人へのプロポーズに立ち会ったりするなど、ミーハーな部分も目立つ。冴木に圧倒されている。
地位は不明だが、“うぬぼれ”の母に「こう見えてもここで一番偉い」と言っている事から、部長・課長クラスの管理職にあると推測される。第7話の未亡人との会話及びその後の冴木とうぬぼれの屋台での会話より部長であることが確定している。
登戸
演 - ムロツヨシ
世田谷通り警察署の刑事。妻帯者だが小山と不倫している。第5話では、手違いから殺されかけたが、寸前のところでうぬぼれが駆けつけたため助かった。
婦警・小山
演 - 伊藤修子
世田谷通り警察署の婦警。噂話が大好き。登戸に妻がいると知りながら不倫している。少々空気の読めないところがある。
婦警・南
演 - 西慶子
世田谷通り警察署の婦警。噂話が大好き。冴木にアゴで使われている。韓流スター「ペ・ヤングン」のファン。
監督・田代
演 - 橋本じゅん
ドラマ「うぬぼれ刑事」の監督。当初はサダメに辛くあたっていたが、次第にサダメを認めるようになってきた。気に入った役者には衣装にタンクトップを指定する。ハードゲイであり、そっち方面でもサダメを気に入っていると思われたが、後述の女優と親密な関係にあり、ドラマの打ち上げで結婚を発表している。
女優
演 - 遠山景織子（友情出演）
ドラマ「うぬぼれ刑事」では毎回ヒロイン役をつとめた。葉造による回想シーンの女性役（こちらも相手の男性役は生田斗真）としても出演している。
葉造〈59〉
演 - 西田敏行
“うぬぼれ”の父親で元福島県警本部長。“うぬぼれ”のマンションに転がり込み同居している。現在は警察の内情を明かす『暴露本』を執筆するノンフィクション作家として活動する。ペンネームは「月影葉造」。
引退した身であるものの、元県警本部長という肩書きは伊達ではなく、現役時代の経験から捜査の度に“うぬぼれ”に的確なアドバイスを与える。が、自分が犯人に惚れ込んだ第8話では、息子に逆に鋭い指摘をされて逆切れする場面もあった。“うぬぼれ”のことが心配で仕方がなく、“うぬぼれ”に意中の女性を紹介されても「クロ」であるときは容赦なくそう教えている。
息子をモデルにして執筆した「うぬぼれ刑事」シリーズがベストセラーになり、運命主演でドラマ化もすることになった。最終回では「稲刈りが近いから」と福島に帰った。“うぬぼれ”は父に頭が上がらず普段から敬語を使う一方で、左遷の原因は父親の書いた本が問題視されたと信じている。
オープニングナレーションもつとめたが、最終回では「時間がないので早口で読んでくれ」と言われたと愚痴をこぼしたあと、探偵!ナイトスクープのオープニングナレーションをしゃべり出した。

### ゲスト

#### 第1話「初恋篇」
貴崎 恵里子
演 - 加藤あい
ゲーム制作会社「マジソン」営業部の社員。改札口で“うぬぼれ”とぶつかり、“うぬぼれ”に一目惚れされる。殺された宮本とは企画開発部時の上司であると同時に大学時代からの先輩後輩の間柄で尊敬していた。“うぬぼれ”が自分を疑っていると誤解する。映画好きで、最近観たのは「余命3〜4日の花嫁」。
宮本 克也
演 - 猪岐英人
「マジソン」の社員で企画開発部のエース。次々とヒット作を生み出し業界のみならず注目を集めていた。社内で撲殺された死体となって発見される。
リサ
演 - Rio
“うぬぼれ”がコンビニで出会った女性。“うぬぼれ”のアプローチを受けるが、実は万引きをしていたため“うぬぼれ”に捕まる。最終回では逆に“うぬぼれ”に捕まえてもらおうと万引きをしたが、“うぬぼれ”に気付いてもらえなかった。
桜木
演 - 須藤公一
「マジソン」営業部の社員。厳重なセキュリティにより事件現場に入れずに困っていた“うぬぼれ”と冴木を助けた。貴崎と同僚。
三浦
演 - 則友謙司
ピザ屋の配達員。“うぬぼれ”が描いた貴崎恵里子の似顔絵を見て、「マジソン」に配達に行ったときに見かけた怪しい人物はこの人だと証言する。

#### 第2話「癒し系」
小沼 せつ子
演 - 蒼井優
マッサージ店「手には手を」の店員。手先の力の加え方が上手く“うぬぼれ”や他の「うぬぼれ5」のメンバーらを唸らせるほどのマッサージを施せる腕前の持ち主。一見素朴な印象を受けるが、裏では結婚詐欺師として複数の男性を手玉に取って大金を巻き上げている。介護ヘルパーの三浦カオル、美容師の三浦サオリ、エステティシャンの三浦ユイと3つの偽名を使い分けていた。
茂木 良郎
演 - 皆川猿時
小沼による詐欺被害者の一人。小沼とはチャットで知り合い、指輪を買い与えてしまうが、茂木本人は騙されたという意識が希薄であった（被害届は母親同伴で出している）。後日、再度小沼に騙され、殺されかかった。
中村梅雀（本人役）
ドラマ「うぬぼれ刑事」で“うぬぼれ”役を演じることになった。最終的に“うぬぼれ”の演じ方を掴めずに降板し、その役をサダメに譲った。
藤井老人
演 - 六代目古今亭志ん橋
小沼による詐欺被害者の一人。小沼が介護施設で働いていたときに世話を受けていた。年金を貯めていた口座を解約して金を渡すと翌日から姿をくらましたという。
茂木 みどり
演 - 松本じゅん
茂木良郎の母。良郎が被害届を出す際に付き添ってくる。
ホスト風和田
演 - 植田圭輔
小沼による詐欺被害者の一人。小沼が美容院に勤めていたときの客。

#### 第3話「野心派」
青木 たまえ
演 - 樋口可南子
拓男の妻。元アナウンサーという経歴を持ち、カリスマ主婦としても名が知られているが、気性が激しく傲慢な性格から彼女と仕事をした「うぬぼれ4」からの評判は悪く、討論番組の生放送中に栗橋を攻めて泣かせた。青木の地盤を継いで補欠選挙に立候補し選挙活動に邁進する。自身の声が“うぬぼれ”に惚れられる要因となる。
青木 拓男
演 - 浅野和之
たまえの夫で自治党所属の衆議院議員。議員だったたまえの父親の秘書で、たまえの父親の地盤を継いで議員となった。献金疑惑の渦中にあったが、自宅で自殺した。
秘書・富樫
演 - 家納ジュンコ
青木の秘書。
司会
演 - 宮本隆治
青木たまえと栗橋誠が出演した番組「深夜まで生テレビ!」の司会者。

#### 第4話「地元流」
羽柴 祐子
演 - 戸田恵梨香
遺体の女性。高校から就職までを地元で過ごすことが多かった。腰に刺青を彫っている。高校時代は真面目で成績も良く、周囲からも評判も良好なものだった。死者でありながら“うぬぼれ”に想いを寄せられており、特に唇に惹かれられているため、“うぬぼれ”が見る夢では彼女はキスを迫ってくる。夢では“うぬぼれ”が見たのが高校時代の写真だったこともあり、皆高校生に扮している。戸籍では浜名友和の養子になっている。
昭島 ユリ
演 - 戸田恵梨香
所沢在住のガソリンスタンド店員。地元の先輩との関係を最優先とする根っからのヤンキー気質。穴井に一目惚れされ、アプローチを掛けられているが、その交友関係から穴井をあくどい先輩達の輪に引きずりこんでいる。
羽柴 サチ江
演 - 伊藤かずえ
祐子の母親。祐子の2年先輩で22歳も年下の男と暮らすようになってから、祐子とは絶縁状態にあった。
浜名 友和〈40〉
演 - 伊達みきお（サンドウィッチマン）
ユリの先輩。恐喝から逮捕歴7回と様々な前科を重ねてきた地元の顔役（半グレ）。複数の事業やマルチ商法を手掛けて、CDデビューをするほど儲けていたが、現在は実家の居酒屋を手伝っている。
渡辺 文彦〈24〉
演 - 井出小吉
羽柴祐子の高校時代の先輩。4年前の車上荒らしの首謀者。現在は実家の居酒屋を手伝っている。
平田 恭二〈27〉
演 - 河野和男
ワニブチ組の構成員。前科3犯。現在は実家の居酒屋を手伝っている。
浜名 ユリ
演 - 小野村麻郁
浜名友和の妻。

#### 第5話「甘党」
前原 信子
演 - 薬師丸ひろ子
村上の夫の葬儀で受付をしていた女性。大橋の夫の葬儀でも受付をしていた。マイペースな性格で、一つのことを話すにも話の道筋を順序立てて遠回りする。笑顔が特徴で、“うぬぼれ”には神々しいオーラが見える。愛媛県松山市出身の元看護師。退職させられた際に製造中止になった薬ブタミールを持ち出した。ドラマ「うぬぼれ刑事」が好きで、サダメのファンでもある。
村上 清美〈30〉
演 - 原史奈
松岡のスイーツ教室に通う結婚4年目の専業主婦。夫は仕事柄出張が多い。一見おとなしいながらも、下ネタにも付き合えるオープンな性格。
大橋 琴美〈34〉
演 - 山口もえ
松岡のスイーツ教室に通う2児の母。清美と対照的に、陰のある魅力から発する高級感が漂う雰囲気の持ち主。
桜井 遥〈25〉
演 - 手島優
松岡のスイーツ教室に通う新婚の若妻。とにかく巨乳が特徴。
前原 陽平
演 - 小木博明（おぎやはぎ）
信子の夫。信子が30代半ばの頃にお見合いで結婚した。
村上 繁
演 - 坂本爽
村上清美の夫。出張と偽り、頻繁に女子社員と不倫旅行に出かけていた。食あたりによる腹痛と思って入院した翌朝、心不全で死亡。体内からブタミールの成分が検出された。
大橋 孝太郎
演 - 小山田将
大橋琴美の夫。手作りケーキを食べた後、死亡。

#### 第6話「くされ縁」
萩尾 ゆみ
演 - 小雪
えみと「ハギシリ」と呼ばれるペアを組んでいた元バドミントン選手。「ハギシリ」解散後も、別のパートナーと活動するもうまくいかず、過去の人となっている。現在は週3でスポーツジムのインストラクターの仕事をしているが、ネットカフェと公園で寝泊りするホームレスとして過ごしている。容姿の良さと反比例して、中学からバドミントンに打ち込んできたため一般常識に疎く、漢字が読めなかったり、言い間違いが多い。秋田出身。
田尻 えみ
演 - 小原正子（クワバタオハラ）
ゆみと「ハギシリ」ペアを組んでいた元バドミントン選手のタレント。現役時代は「ハギシリ」のブスの方と呼ばれていた。現役引退後にタレントに転向、青年実業家との結婚や男児を出産、離婚後も支持を得ながら活躍する。その間に幾度かセミヌードを披露している（穴井がその撮影をしていた）。ゆみとは中学時代に大阪から秋田へ引っ越してきた時から12年間ペアを組んでいた腐れ縁。
田尻 シンヤ
演 - 伊藤悠翔
田尻えみの息子。
宇賀神 香織瑠
演 - 田中えみ
レストランで萩尾にサインを求めた女性。漢字が苦手な萩尾を困らせることになった。

#### 第7話「マラカスの詩」
板倉 里奈
演 - 小泉今日子
栗橋の元教え子を名乗る女性。艶っぽい彼女の雰囲気に「うぬぼれ4」は夢中になるが、やがて、彼女の酒乱ぶりが露呈。「うぬぼれ4」を辟易とさせる。“うぬぼれ”には自身の匂いと、辛そうに寄せる眉間の皺に惹かれている。
福原 直美
演 - 小泉今日子
世田谷医師殺害事件の指名手配犯。安藤の家政婦で愛人だった。世間では正妻にその関係がばれての痴情の縺れから犯行に及んだとされるが、事件後は日本全国で繁華街を中心に142件もの目撃情報が寄せられ、その間に3度ものど自慢大会に出ているなど、おおよそ指名手配犯とは思えない目立った逃亡生活を送っている。
安藤 サツキ
演 - 木野花
殺害された安藤の妻。事件以来、町田と懇意となり、月に一度捜査の進展具合を兼ねた話し相手になっている。癌を患い余命幾許も無く、それを察した町田からは殺人事件の時効が廃止されたことを伝えられていない。
安藤 和馬
演 - 村松利史
世田谷医師殺害事件で殺された男性で大学病院の医師。癌治療の権威だった。

#### 第8話「大物感」
九十九 千里
演 - 三田佳子
女流ミステリー作家。昭和50年にデビューし、累計200万部を記録する「貴婦人シリーズ」を代表作に活躍し続ける。事件の元ネタとなった最新作「E坂の貴婦人」はトリックの整合性に批判を受けている。葉造は強さと母性を感じる尻に惹かれている。
馬場 キヨシ
演 - 吉田メタル
事件の被害者で食品宅配業者「ベリーグッド」の搬送スタッフ。宅配のために何度か千里の元を訪ねていた。テンションは暑苦しい。

#### 第9話「強火」
千鶴子
演 - 竹下景子
“うぬぼれ”の母親。葉造同様に東北弁丸出しだが、出身は東京郊外。“うぬぼれ”のお見合いを機に上京し、実家と畑を売りヨガ教室を開いて一旗挙げようと考えている。葉造が退職金を使い果たしたことを巡り、葉造と喧嘩する。
藤沢 知世
演 - 光浦靖子
“うぬぼれ”の見合い相手。職業は司書で世田谷通り沿いの図書館に勤務する。見た目に反しない地味な女性だが、“うぬぼれ”にはその地味さによって、今まで惚れた女性にない魅力を感じられており、また眼鏡を掛けた素顔にも惹かれている。
藤沢 一志
演 - 本田博太郎
警視庁総務部長で知世の父親。葉造が執筆した『暴露本』を巡り、葉造と因縁がある。そのため“うぬぼれ”が葉造の息子だと知ると“うぬぼれ”と知世の結婚に反対する。
宇野 みのる
演 - 猪野学
世田谷通り消防署の消防士。連続放火事件の被害に遭った火災現場に駆けつけており、世田谷通り警察署の面々に協力する。

#### 第10話「姉妹坂」
結城 明日香
演 - 石田ゆり子
あかねの母親。あかねとは姉妹のように仲が良く、娘と同じ位の若い服装を着ていたり、学校を休ませてまであかねと渋谷や原宿に繰り出している。“うぬぼれ”は彼女とあかねのどちらに惚れたのか迷っていたが、最終的に鎖骨と膝小僧によって“うぬぼれ”に惹かれるようになる。夫は翻訳家だが、無愛想な性格のためずっと家で過ごしているにもかかわらず口をきくどころかろくに顔すら合わせていない。
結城 あかね
演 - 岡本杏理
都立渓西学園2年生。当初“うぬぼれ”にも想いを寄せられていたが、冴木は明日香に目もくれずにあかねに惹かれている。体育祭のフットサルの選手に選ばれている体育会系。数少ないサダメのファンでもあるが、対してドラマ「うぬぼれ刑事」のモデルの“うぬぼれ”には難色を示す。
宮下 サキ
演 - 相楽樹
あかねの親友。都立渓西学園の転校生で、あかねと仲良くなった。体育会系のあかねとは対照的な芸術系で、小説や脚本も書いており、自分でもドラマ「うぬぼれ刑事」の脚本を書いていた。あかね同様サダメのファン。

#### 最終話「赤い彗星」
桜 市太郎
演 - 中村七之助（幼少期：佐藤大翔）
旅芸人一座「夜桜一座」の女形。1年前に一座に入り、演技の才を生かして一座の看板スターとなる。男であるにもかかわらず女形としての姿に“うぬぼれ”は惹かれ、現実的には籍を入れられないが“うぬぼれ”は養子縁組に入ろうとまで考えた。本名は根本利之。
桜 銀之助
演 - 池田成志
「夜桜一座」座長。
小林 伸和
演 - 八神蓮
長井 進
演 - 阿部亮平
上記2名は、「ひばり銀行現金強奪事件」の実行犯達。パソコンの犯罪専門の掲示板で小林は「月」、長井は「無」として、ハンドルネーム「神」の元に集い、事件を引き起こしたが、逮捕・収監されていた。「神」と自分達が捕まっても金を分配するという約束をしていたが、反故にされたことが仮出所後にわかったため、世田谷通り署に「神」の情報を提供する。
高峰
演 - 酒井若菜
警視庁強行犯捜査係へ異動した冴木の後任として配属された女刑事。対面時に“うぬぼれ”に惚れられ、3日に一度の割合で生足を出すとのことで“うぬぼれ”の心を惹きつける。
女性刑事
演 - 宍戸美和公
日暮里恵の護送を担当していたが、逃げられてしまう。
不動産屋
演 - 野口学
ひばり銀行現金強奪事件の犯人がアジトとして使っていた空家を管理している。
大道芸人
演 - ごっちくん
冴木と里恵が公園を歩いていたときに冴木を手伝いに呼ぶ。
看護師
演 - 桜ここみ
うぬぼれが生まれた直後、抱いていたうぬぼれを葉造に渡した。葉造は今では看護師のおっぱいがでかかったことくらいしかおぼえていない。
父
演 - 井上将一
日暮里恵と根本利之の父。
母
演 - 宮本京佳
日暮里恵と根本利之の母。2人が銀行ごっこをしているのを見て、使っていた台を蹴り飛ばし、「そんないやみな遊びするんじゃないの」と叱った。

## スタッフ
- 脚本 - 宮藤官九郎
- 音楽 - 仲西匡、市川淳、都啓一
- 演出 - 宮藤官九郎、吉田健、土井裕泰[注 20]、金子文紀
- 主題歌 - TOKIO「NaNaNa (太陽なんていらねぇ)」[1]（ジェイ・ストーム）
- 挿入歌 - 中島美嘉「一番綺麗な私を」（ソニー・ミュージックアソシエイテッドレコーズ）
- 音楽プロデューサー - 志田博英
- プロデューサー - 磯山晶[7]
- 製作 - TBS

## エピソードリスト
| 話数 | エピソードタイトル | 初回放送日    | メインゲスト | 演出       | 視聴率 |
| --- | ------------------ | ------------- | ------------ | ---------- | ------ |
| 第1話 | 初恋篇             | 2010年7月9日  | 加藤あい     | 宮藤官九郎 | 12.2%  |
| “うぬぼれ”は帰宅途中、改札口でぶつかった女性に一目惚れしてしまう。同じ日、ゲーム製作会社「マジソン」でヒットメーカーの宮本が密室で遺体となって発見される。新任のエリート刑事・冴木と共に捜査にあたった“うぬぼれ”は運命の女性・恵里子が勤務していることを知り捜査そっちのけでつきまとう。だが、恵里子と接するうちに次第に彼女が事件の犯人であるとの疑いを抱くようになる。 |                    |               |              |            |        |
| 第2話 | 癒し系             | 2010年7月16日 | 蒼井優       | 宮藤官九郎 | 7.9%   |
| 前回の失恋から立ち直れない“うぬぼれ”は癒しを求めて立ち寄ったマッサージ店で、極上のマッサージを施した店員の小沼に一目惚れする。だが“うぬぼれ”が「うぬぼれ5」の仲間達とその話に興じていた最中に彼女は店を辞め忽然と姿を消す。そんな中、世田谷通り警察署の面々は複数の被害が出ていた婚活詐欺事件を調べることに。だが、捜査の内に浮かび上がった主犯の女性こそ、小沼その人だった。そして“うぬぼれ”は些細なことをきっかけに小沼を見つけ出すが…。 |                    |               |              |            |        |
| 第3話 | 野心派             | 2010年7月23日 | 樋口可南子   | 吉田健     | 7.3%   |
| 引越しを決心した矢先、衆議院議員補欠選挙に立候補した青木たまえに恋をした“うぬぼれ”。今までの恋から、政治献金疑惑が浮上している拓男の死が偽装されたものではないかと疑った“うぬぼれ”だが、他殺の線が濃厚ではないことを確認した途端、本人の意思とは無関係に自らたまえのボディーガードを買って出る。だがたまえと関わっていくうちに、拓男の自殺にある不審な点が明らかになる。 |                    |               |              |            |        |
| 第4話 | 地元流             | 2010年7月30日 | 戸田恵梨香   | 土井裕泰   | 8.5%   |
| 多摩川河川敷で身元不明の遺体が発見された。やがて遺体の身元が所沢に住む羽柴祐子という女性であることが判明、彼女の高校時代の顔写真をみた“うぬぼれ”は祐子に心を奪われ、たびたび夢の中に祐子が現れるまでに思い詰める。同じ頃、穴井もまたガソリンスタンドの店員・ユリに一目惚れする。だが捜査で明らかになった祐子の交友関係がユリと意外な接点で結びつき…。 |                    |               |              |            |        |
| 第5話 | 甘党               | 2010年8月6日  | 薬師丸ひろ子 | 金子文紀   | 8.3%   |
| 松岡が自身が主催するスイーツ教室に通う3人の人妻に心を奪われている中、男性が病院内で不審な死を遂げた事件を捜査することになった“うぬぼれ”。しかも、その男性の妻・清美はその3人の人妻の一人だった。“うぬぼれ”は聞き込みのために訪れた葬儀で受付をしていた信子という女性に一目惚れする。さらに3人の人妻の一人・琴美の夫が、清美の夫と同じ状況で死亡したことから、松岡が重要参考人として拘束されてしまう。松岡の潔白を晴らそうとする“うぬぼれ”だが、その矢先、信子が“うぬぼれ”に会いたいと接触してくる。 |                    |               |              |            |        |
| 第6話 | くされ縁           | 2010年8月13日 | 小雪         | 吉田健     | 6.8%   |
| 元バドミントン選手のタレント・えみが暴漢に襲われたことで被害届を出してきた。えみの資料を見た“うぬぼれ”はそこに写っていたえみの元パートナーのゆみに目を奪われるが、同じ頃、サダメもまた偶然ゆみと出会い一目惚れしていた。その後、えみは暴漢の正体がゆみだと主張し始めた中、サダメはゆみと再会し、話をするうちに、ゆみと同棲を始めることに。また“うぬぼれ”も捜査のためにゆみに近づくが、次第に心を奪われていく。 |                    |               |              |            |        |
| 第7話 | マラカスの詩       | 2010年8月20日 | 小泉今日子   | 土井裕泰   | 8.0%   |
| 「うぬぼれ5」の面々は「I am I」に現れた女性・里奈と出会い、“うぬぼれ”は彼女に一目惚れする。そんな中、町田と共に15年前に起きた世田谷医師殺害事件（未解決）の遺族・サツキに面会に行った“うぬぼれ”。そこで犯人逮捕を望んでないように穏やかなサツキの態度、警察に捕まえろと言わんばかりの逃亡生活を送る指名手配犯の直美に疑念を抱いた“うぬぼれ”は独自に捜査を始めるが、その直美は里奈と瓜二つだった。 |                    |               |              |            |        |
| 第8話 | 大物感             | 2010年8月27日 | 三田佳子     | 吉田健     | 7.2%   |
| 「うぬぼれ刑事」で『このミステリーがヤバい』なるミステリー新人賞の最年長大賞に選ばれた葉造は、その受賞パーティで賞の選考委員長を務めた女流ミステリー作家・千里に一目惚れする。一方、男性の遺体がトランクに詰められた状態で発見される。現場の状況から冴木は犯人が千里が書いた小説の内容を模倣していることに気づく。やがて千里と親しくなり、彼女を自宅に招いた葉造だが、そんな父親に対し“うぬぼれ”は「あの女はクロだ」と告げる。 |                    |               |              |            |        |
| 第9話 | 強火               | 2010年9月3日  | 竹下景子     | 土井裕泰   | 6.5%   |
| 周囲の勧めでお見合いをすることになった“うぬぼれ”。それに伴い母・千鶴子も上京する。見合い相手の女性・知世は写真で見ても地味な女性だったが、いざお見合いとなった当日、知世と顔を合わせた“うぬぼれ”は意外な魅力を醸し出す知世にはまっていくその頃、世田谷通り沿いで留守宅を狙う連続放火事件が5件に渡って頻発していた。現場にはダーツと知世が勤務する図書館から借りられていた本が残されていたという共通点があった。 |                    |               |              |            |        |
| 第10話 | 姉妹坂             | 2010年9月10日 | 石田ゆり子   | 吉田健     | 7.1%   |
| 里恵が家出をして冴木の元を去った中、女子高生のサキの遺体が校内の夜のプールで発見される事件が発生。第一発見者であるサキの親友のあかねへ聞き込みをしようと彼女の家に向かった“うぬぼれ”と冴木はあかねとその母親の明日香に一目惚れする。事件時にはプールに落ちていたが奇跡的に復旧したサキの携帯に残されたメールと着信履歴から冴木はあかねが怪しいと睨む。一方、ドラマ「うぬぼれ刑事」がクランクアップを迎え、サダメは役者を辞める決心を。唯一のファンであるあかねにはそのことをちゃんと伝えたほうがいいと“うぬぼれ”はあかねと明日香の家にサダメを連れてくるが、それが捜査に思わぬ進展を招いていく。                                      |                    |               |              |            |        |
| 最終話 | 赤い彗星           | 2010年9月17日 | 中村七之助   | 宮藤官九郎 | 8.7%   |
| かつて“うぬぼれ”が追っていた3〜4億もの大金が盗まれた「ひばり銀行世田谷支店現金強奪事件」の実行犯2人が刑期を終えて出所し、事件の首謀者に関する情報を提供したいと世田谷通り署に接触する。そして2人の証言から「神」と呼ばれた首謀者の似顔絵が全国に報道され、捜査も開始される。そんな中、玲子ママの誘いで旅芸人一座の演劇を見に来た“うぬぼれ”は、一座一番の女形・市太郎の美しい姿に心を奪われる。彼の出待ちをするまでに入れこむが、素顔の彼は「神」の人相と酷似していた。「うぬぼれ4」の協力を得て市太郎を逮捕した“うぬぼれ”だが、これにより里恵の思わぬ真実が明らかになる。そして“うぬぼれ”は里恵との関係に一つの決着をつけようとする。 |                    |               |              |            |        |

- 平均視聴率 8.2%（視聴率はビデオリサーチ調べ、関東地区・世帯）

## ロケ地
- 主人公「うぬぼれ」の住むマンションとして横浜市都筑区のルミエラガーデンズを使用した。

## DVD・Blu-ray・関連書籍
- 2011年2月2日発売（TCエンタテインメント）
  - 「うぬぼれ刑事」DVD-BOX
  - 「うぬぼれ刑事」Blu-ray BOX
  - 「うぬぼれ刑事 公式本」(2010年8月、ロッキング・オン)